# Pteroptrix maura
Pteroptrix maura är en stekelart som beskrevs av Masi 1934. Pteroptrix maura ingår i släktet Pteroptrix och familjen växtlussteklar.
Artens utbredningsområde är Marocko. Inga underarter finns listade i Catalogue of Life.